# Mirjapur (Sarlahi)
Pour les articles homonymes, voir Mirjapur.
Mirjapur (en népalais : मिर्जापुर) est un comité de développement villageois du Népal situé dans le district de Sarlahi. Au recensement de 2011, il comptait 4 588 habitants.